# Fred Lebow
Fred Lebow (geboren als Fischel Lebowitz; Arad, 6 juni 1932 - New York, 9 oktober 1994) was een Roemeens-Amerikaans marathonloper, die de New York City Marathon en andere lopen in New York organiseerde (Empire State Building Run Up, de Fifth Avenue Mile en de Crazy Legs Mini Marathon).
Van 1970 tot 1993 was hij directeur van de New York City Marathon. In een paar jaar maakte hij deze loop van een race met 55 finishers tot een van de belangrijkste marathons ter wereld met 36.544 finishers (2004). Hij was ook twintig jaar directeur van de New York Runners Club.
Fred liep de eerste New York City Marathon en finishte als 42e (van de 55) in een tijd van 4:12.09. Tijdens zijn carrière liep hij 69 marathons in 33 landen.
In 1990 werd bij hem hersentumor vastgesteld en in 1992 kwam zijn grootste wens in vervulling: hij liep "zijn" laatste marathon met negenvoudig winnares Grete Waitz. Zijn tijd was 5:32.35.
Fred Lebow overleed op 9 oktober 1994 aan kanker. Zijn herdenkingsdienst op de finish van de New York City Marathon werd bezocht door 3000 mensen. Dit was de grootste herdenkingsdienst sinds de dood van John Lennon in Central Park. Ter nagedachtenis aan hem staat er een gedenksteen in Central Park, in de buurt van de finish van de New York City Marathon. Na zijn dood werd hij in 2001 toegevoegd aan de National Distance Running Hall of Fame.

## Titels
- Abebe Bikila Award - 1995